# Felipe Wu
Felipe Almeida Wu (São Paulo, 11 de junio de 1992) es un tirador brasileño. Ganó una medalla de plata para Brasil en los Juegos Olímpicos de 2016 en Río de Janeiro. Wu también fue campeón en los Juegos Panamericanos de 2015 y plata en los Juegos Olímpicos de la Juventud de Singapur 2010, en la Pistola de aire 10 m.
Nieto de padres chinos e hijo de tiradores, Wu comenzó a disparar a la edad de 9 años por placer, alentado por su padre. A los 12 compitió por primera vez y durante mucho tiempo lo hizo sobre un blanco improvisado en la casa paterna. Después de 96 años sin medallas en los Juegos Olímpicos, el tiro brasileño volvió al podio gracias a Wu, que ganó plata en pistola de aire 10m, en Río 2016, y se convirtió en el principal destaque del país en la modalidad.